# Championnat d'Union soviétique de football 1975
Navigation
Saison 1974 Saison 1976
La saison 1975 de Vyschaïa Liga est la 37e édition du Championnat d'URSS de football.
Lors de cette saison, le Dynamo Kiev va tenter de conserver son titre de champion d'URSS face aux 15 meilleurs clubs soviétiques lors d'une série de matchs aller-retour se déroulant sur toute l'année. 
Trois places sont qualificatives pour les compétitions européennes, la quatrième place étant celle du vainqueur de la Coupe d'URSS 1976.

## Qualifications en Coupe d'Europe
À l'issue de la saison, le champion participera à la Coupe des clubs champions 1976-1977.
Le vainqueur de la Coupe d'URSS 1976 participera à la Coupe des coupes 1976-1977, si ce club est le champion, alors le finaliste de la coupe le remplacera.
Les deux places pour la Coupe UEFA 1976-1977 sont attribuées aux deuxième et troisième du championnat si ceux-ci ne sont pas les vainqueurs de la coupe, si c'est effectivement le cas la place reviendra au quatrième.

## Clubs participants

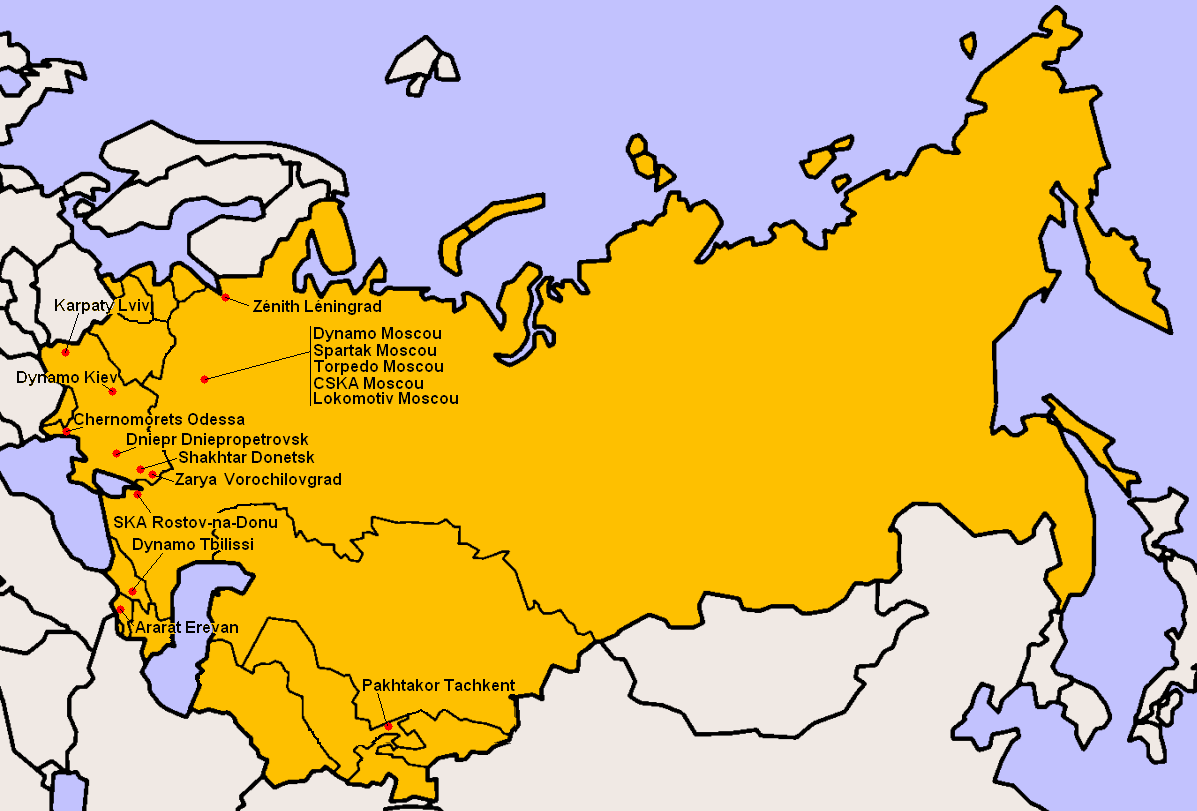
Localisation des clubs engagés dans le championnat.

- Premier tour de la Coupe des clubs champions 1975-1976
- Premier tour de la Coupe des coupes 1975-1976
- Premier tour de la Coupe UEFA 1975-1976
- Promu de deuxième division

| Club                   | Présent depuis | Classement 1974 | Entraîneur           | Stade                | Capacité |
| ---------------------- | -------------- | --------------- | -------------------- | -------------------- | -------- |
| Dynamo Kiev            | 1936           | 1er             | Valeri Lobanovski    | Stade central        | 83 450   |
| Spartak Moscou         | 1936           | 2e              | Nikolaï Gouliaïev    | Stade central Lénine | 84 745   |
| Tchernomorets Odessa   | 1974           | 3e              | Ahmad Alaskarov (en) | Stade central        | 30 800   |
| Torpedo Moscou         | 1938           | 4e              | Valentin Ivanov      | Stade Torpedo        | 12 300   |
| Ararat Erevan          | 1966           | 5e              | Viktor Maslov        | Stade Hrazdan        | 69 000   |
| Dinamo Moscou          | 1936           | 6e              | Aleksandr Sevidov    | Stade Dinamo         | 36 540   |
| Zénith Léningrad       | 1938           | 7e              | German Zonine        | Stade Kirov          | 72 000   |
| Pakhtakor Tachkent     | 1973           | 8e              | Gavriil Kachalin     | Stade Pakhtakor      | 60 000   |
| Dinamo Tbilissi        | 1936           | 9e              | Mikhail Yakushin     | Stade Lénine-Dinamo  | 55 000   |
| Dniepr Dniepropetrovsk | 1972           | 10e             | Viktor Kanevski      | Stade Meteor         | 26 400   |
| Karpaty Lvov           | 1971           | 11e             | Ernő Juszt (en)      | Stade Droujba        | 28 100   |
| Chakhtior Donetsk      | 1973           | 12e             | Vladimir Salkov (en) | Stade Chakhtior      | 31 800   |
| Zaria Vorochilovgrad   | 1967           | 14e             | Iouri Zakharov (ru)  | Stade Avangard       | 31 243   |
| CSKA Moscou            | 1954           | 13e             | Anatoli Tarassov     | Stade central Lénine | 84 745   |
| Lokomotiv Moscou       | 1975           | 1er (D2)        | Igor Voltchok        | Stade Lokomotiv      | 28 800   |
| SKA Rostov             | 1975           | 2e (D2)         | Nikolaï Glebov (ru)  | Stade central (en)   | 27 300   |

### Changements d'entraîneurs
| Club               | Entraîneur partant   | Date de départ | Entraîneur arrivant | Date d'arrivée |
| ------------------ | -------------------- | -------------- | ------------------- | -------------- |
| Pakhtakor Tachkent | Viatcheslav Soloviov | juin 1975      | Gavriil Kachalin    | juillet 1975   |
| SKA Rostov         | Iosif Betsa          | juillet 1975   | Nikolaï Glebov (ru) | septembre 1975 |